# Edgar Benson
Edgar John Benson PC (* 28. Mai 1923 in Cobourg, Ontario; † 2. September 2011 in Ottawa, Ontario) war ein kanadischer Wirtschaftsprüfer, Diplomat, Hochschullehrer und Politiker der Liberalen Partei.

## Leben
Nach dem Schulbesuch trat er seinen Militärdienst in den Streitkräften an und diente zwischen 1941 und 1945 im Zweiten Weltkrieg in Europa. Danach studierte er Betriebswirtschaftslehre an der Queen’s University zu Kingston und schloss dieses Studium mit einem Bachelor of Commerce (B.Comm.) ab. Anschließend war er als Wirtschaftsprüfer tätig und auch Fellow des Canadian Institute of Chartered Accountants sowie später Lecturer und Assistenzprofessor für Betriebswirtschaftslehre an der Queen’s University.
Seine politische Laufbahn begann er als Kandidat der Liberalen Partei, als er bei der Wahl vom 18. Juni 1962 erstmals als Mitglied in das Unterhaus gewählt wurde und in diesem bis September 1972 den Wahlkreis Kingston vertrat.
Während seiner Parlamentszugehörigkeit war er zunächst von Mai 1963 bis Juni 1964 Parlamentarischer Sekretär beim Finanzminister, ehe er anschließend von Premierminister Lester Pearson als Minister für Nationale Einkünfte in die 19. Bundesregierung berufen wurde und dieses Amt bis Januar 1968 bekleidete. Daneben war er zwischen Oktober 1966 und April 1968 auch Präsident des Schatzamtes.
Nach dem Amtsantritt von Premierminister Pierre Trudeau im April 1968 wurde er als Finanzminister in die 20. Bundesregierung berufen und behielt dieses Amt bis Januar 1972. Zugleich behielt er noch bis Juli 1968 das Amt des Präsidenten des Schatzamtes. Zuletzt wurde er bei einer Kabinettsumbildung im Januar 1972 Minister für Nationale Verteidigung, trat von diesem Amt allerdings am 31. August 1972 zurück, da er zum 1. September 1972 Präsident der Kanadischen Verkehrskommission (Canadian Transport Commission) wurde.
Zuletzt war Benson von 1982 bis 1985 Botschafter in Irland.